# Lars Hedwall
Lars Eugen Hedwall (né le 10 février 1897 à Skog et décédé le 29 juillet 1969 à Stockholm) est un athlète suédois spécialiste du fond. Affilié au GSGF, il mesurait 1,76 m pour 67 kg.

## Biographie

### Palmarès
| Date | Compétition           | Lieu   | Résultat | Épreuve          | Performance   |
| ---- | --------------------- | ------ | -------- | ---------------- | ------------- |
| 1920 | Jeux olympiques d'été | Anvers | 7e       | 3 000 m steeple  | 10 min 42 s 2 |
| 1920 | Jeux olympiques d'été | Anvers | 24e      | Cross individuel |               |
| 1920 | Jeux olympiques d'été | Anvers | 3e       | Cross par équipe | 23 pts        |